# FC VSS Košice
O FC VSS Košice é um clube de futebol eslovaco da cidade de Košice. Foi fundado em 1952. Foi o primeiro clube eslovaco a alcançar a fase de grupos da Liga dos Campeões da UEFA, fato que aconteceu na temporada 1997-1998.
Já venceu o campeonato nacional em duas oportunidades, em 1997 e em 1998. 
Até 2005, o clube chamava-se FC Steel Trans Ličartovce, quando passou a ser MFK Košice até 2015.

## Títulos
- Campeonato Eslovaco de Futebol
  - 1997, 1998

- Copa da Eslováquia
  - 1973, 1980, 1993, 2009

- Copa da Tchecoslováquia (Ceskoslovenský Pohár)
  - 1993